# Rafaela Puigcercós
Rafela Puigcercós Roma (Sant Feliu Sasserra, 1540-1620) fue una bruja catalana.

## Biografía
Fue una de las muchas mujeres acusadas de brujería en el primer cuarto del siglo XVII, concretamente entre 1618 y 1622, momento de máxima efervescencia de la persecución. La delicada situación económica y social por la cual pasaba Cataluña necesitaba un chivo expiatorio que explicara la pertinaz sequía, las trombas de agua descontroladas, las desastrosas cosechas o las enfermedades contagiosas. El colectivo sobre el cual recayó la culpabilidad fue el de las mujeres mayores, generalmente viudas, con algún defecto físico y curanderas.
Rafaela Puigcercós era una mujer habilidosa y capacitada para hacer brebajes y curar enfermedades con remedios caseros y, como otras muchas santeras y curanderas, sufrió la acción de los tribunales civiles encargados de llevar a cabo la cacería de brujas y los juicios. Casada en primeras nupcias con Joan Bartomeu Roma, y en segundas con Janot Puigcercós, del más Torrents, de Sant Agustí de Lluçanès. Tenía unos 60 años cuando fue detenida en Sant Agustí del Lluçanès y procesada, bajo la acusación de bruja, al mismo tiempo que Jeronima Pons (Joana la Negra), Àngela Vilafreser (La Vigatana) y Joana Mateus. Los cargos que se les imputaba en estos casos eran siempre los mismos: matar niños, producir bocios, malograr las cosechas, provocar granizadas, matar el ganado, tener relaciones con el demonio... Fue torturada en Sant Feliu de Sasserra, en una propiedad del lugarteniente de la vegueria del Lluçanès, Joan Mas.
Se le acusó de participar en una de las asambleas diabólicas que se hicieron en la Roca de la Pinya; fue condenada a la horca y colgada en septiembre de 1620 en el Serrat de las Forques.